# Séries éliminatoires de la Coupe Stanley 1972
Année précédente Année suivante
Les séries éliminatoires de la Coupe Stanley 1972 font suite à la saison 1971-1972 de la Ligue nationale de hockey. Les Bruins de Boston remportent la Coupe Stanley en battant en finale les Rangers de New York sur le score de 4 matchs à 2.

## Tableau récapitulatif
|  | Quarts de finale | Quarts de finale | Quarts de finale | Quarts de finale |    |         | Demi-finales | Demi-finales | Demi-finales | Demi-finales |  |  | Finale | Finale | Finale | Finale |
|  |                  |                  |                  |                  |    |         |              |              |              |              |  |  |        |        |        |        |
|  |                  |                  |                  |                  |    |         |              |              |              |              |  |  |        |        |        |        |
|  |                  |                  |                  |                  |    |         |              |              |              |              |  |  |        |        |        |        |
|  | E1               | Boston           | 4                | 4                |    |         |              |              |              |              |  |  |        |        |        |        |
|  | E1               | Boston           | 4                | 4                |    |         |              |              |              |              |  |  |        |        |        |        |
|  | E4               | Toronto          | 1                | 1                |    |         |              |              |              |              |  |  |        |        |        |        |
|  | E4               | Toronto          | 1                | 1                | E1 | Boston  | 4            | 4            |              |              |  |  |        |        |        |        |
|  |                  |                  |                  |                  | E1 | Boston  | 4            | 4            |              |              |  |  |        |        |        |        |
|  |                  |                  | O3               | Saint-Louis      | 0  | 0       |              |              |              |              |  |  |        |        |        |        |
|  | O2               | Minnesota        | O3               | Saint-Louis      | 0  | 0       | 3            | 3            |              |              |  |  |        |        |        |        |
|  | O2               | Minnesota        |                  |                  |    |         |              | 3            |              |              |  |  |        |        |        |        |
|  | O3               | Saint-Louis      | 4                | 4                |    |         |              |              |              |              |  |  |        |        |        |        |
|  | O3               | Saint-Louis      | 4                | 4                | E3 | Boston  | 4            | 4            |              |              |  |  |        |        |        |        |
|  |                  |                  |                  |                  | E3 | Boston  | 4            | 4            |              |              |  |  |        |        |        |        |
|  |                  |                  | E2               | New York         | 2  | 2       |              |              |              |              |  |  |        |        |        |        |
|  | O1               | Chicago          | E2               | New York         | 2  | 2       | 4            | 4            |              |              |  |  |        |        |        |        |
|  | O1               | Chicago          |                  |                  |    |         |              |              |              |              |  |  |        |        |        |        |
|  | O4               | Pittsburgh       | 0                | 0                |    |         |              |              |              |              |  |  |        |        |        |        |
|  | O4               | Pittsburgh       | 0                | 0                | O1 | Chicago | 0            | 0            |              |              |  |  |        |        |        |        |
|  |                  |                  |                  |                  | O1 | Chicago | 0            | 0            |              |              |  |  |        |        |        |        |
|  |                  |                  | E2               | New York         | 4  | 4       |              |              |              |              |  |  |        |        |        |        |
|  | E2               | New York         | E2               | New York         | 4  | 4       | 4            | 4            |              |              |  |  |        |        |        |        |
|  | E2               | New York         |                  |                  |    |         |              | 4            |              |              |  |  |        |        |        |        |
|  | E3               | Montréal         | 2                | 2                |    |         |              |              |              |              |  |  |        |        |        |        |
|  | E3               | Montréal         | 2                | 2                |    |         |              |              |              |              |  |  |        |        |        |        |
|  |                  |                  |                  |                  |    |         |              |              |              |              |  |  |        |        |        |        |

## Détails des séries

### Quarts de finale

#### Boston contre Toronto
| 5 avril | Bruins de Boston | 5-0 (0-0, 2-0, 3-0) | Mapple Leafs de Toronto | Boston Garden 14 995 spectateurs |

| Feuille de match | Feuille de match | Feuille de match    | Feuille de match | Feuille de match |
| ---------------- | --- | ------------------- | ---------------- | ---------------- |
|                  | Esposito (Cashman, Smith) — 37 min 24 s Esposito (Orr, Cashman) — 39 min 41 s Marcotte (Orr) — 43 min 47 s McKenzie (Esposito, Awrey) — 55 min 27 s Stanfield (Bucyk) — 55 min 38 s | 1-0 2-0 3-0 4-0 5-0 |                  |                  |
| Cheevers         | Gardiens | Plante              |                  |                  |
|                  | |                     |                  |                  |
| 27               | Tirs | 27                  |                  |                  |

| 6 avril | Bruins de Boston | 3-4 (pr) (2-0, 1-2, 0-1, 0-1) | Mapple Leafs de Toronto | Boston Garden 14 995 spectateurs |

| Feuille de match | Feuille de match | Feuille de match            | Feuille de match                                                                                                  | Feuille de match |
| ---------------- | --- | --------------------------- | --- | ---------------- |
|                  | Stanfield (Bucyk, McKenzie) — 7 min 23 s Esposito (Hodge, Orr) — 14 min 1 s Bucyk (Stanfield, McKenzie) — 24 min 27 s | 1-0 2-0 2-1 2-2 3-2 3-3 3-4 | Keon — 21 min 23 s McKenny (Keon) — 23 min 47 s (SN) Trottier (Keon) — 49 min 42 s Harrison (Jarry) — 62 min 58 s |                  |
| Cheevers         | Gardiens | Plante                      | |                  |
|                  | |                             | |                  |
| 40               | Tirs | 22                          | |                  |

| 8 avril | Mapple Leafs de Toronto | 0-2 (0-0, 0-1, 0-1) | Bruins de Boston | Maple Leaf Gardens 16 485 spectateurs |

| Feuille de match | Feuille de match | Feuille de match | Feuille de match                                                           | Feuille de match |
| ---------------- | ---------------- | ---------------- | -------------------------------------------------------------------------- | ---------------- |
|                  |                  | 0-1 0-2          | Walton (Orr, Esposito) — 38 min 38 s (SN) Orr (Cashman) — 41 min 24 s (SN) |                  |
| Parent           | Gardiens         | Johnston         |                                                                            |                  |
|                  |                  |                  |                                                                            |                  |
| 30               | Tirs             | 35               |                                                                            |                  |

| 11 avril | Mapple Leafs de Toronto | 4-5 (1-1, 2-0, 1-4) | Bruins de Boston | Maple Leaf Gardens 16 485 spectateurs |

| Feuille de match | Feuille de match | Feuille de match                    | Feuille de match | Feuille de match |
| ---------------- | --- | ----------------------------------- | --- | ---------------- |
|                  | Keon — 17 min 45 s Ellis (Henderson, Ullman) — 31 min 11 s (SN) McKenny — 37 min 57 s (IN) Henderson (Ullman, Ellis) — 44 min 50 s | 0-1 1-1 2-1 3-1 3-2 4-2 4-3 4-4 4-5 | Bucyk (McKenzie, Vadnais) — 16 min 36 s Hodge (Esposito, Orr) — 41 min 15 s Westfall (Sanderson, Orr) — 48 min 3 s (IN) Esposito (Orr, Hodge) — 49 min 49 s Hodge (Esposito) — 56 min 11 s |                  |
| Parent           | Gardiens | Johnston                            | |                  |
|                  | |                                     | |                  |
| 42               | Tirs | 36                                  | |                  |

| 11 avril | Bruins de Boston | 3-2 (1-1, 1-0, 1-1) | Mapple Leafs de Toronto | Boston Garden 14 995 spectateurs |

| Feuille de match | Feuille de match                                                                                               | Feuille de match    | Feuille de match                                                          | Feuille de match |
| ---------------- | --- | ------------------- | ------------------------------------------------------------------------- | ---------------- |
|                  | Stanfield (Orr, McKenzie) — 15 min 42 s McKenzie (Bucyk) — 25 min 18 s Hodge (Esposito, Cashman) — 47 min 38 s | 0-1 1-1 2-1 2-2 3-2 | McKenny (Keon, Ullman) — 11 min 12 s (SN) Ullman (Henderson) — 46 min 9 s |                  |
| Cheevers         | Gardiens | Parent              |                                                                           |                  |
|                  | |                     |                                                                           |                  |
| 37               | Tirs | 28                  |                                                                           |                  |

#### Minnesota contre Saint-Louis
| 5 avril | Blues de Saint-Louis | 0-3 (0-1, 0-0, 0-2) | North Stars du Minnesota | Met Center 16 482 spectateurs |

| Feuille de match | Feuille de match | Feuille de match | Feuille de match                                                                               | Feuille de match |
| ---------------- | ---------------- | ---------------- | ---------------------------------------------------------------------------------------------- | ---------------- |
|                  |                  | 0-1 0-2 0-3      | Prentice (Burns, Oliver) — 14 min 25 s Prentice (Reid, Mohns) — 44 min 19 s Nevin — 52 min 1 s |                  |
| Caron            | Gardiens         | Worsley          |                                                                                                |                  |
|                  |                  |                  |                                                                                                |                  |
| 44               | Tirs             | 27               |                                                                                                |                  |

| 6 avril | Blues de Saint-Louis | 5-6 (pr) (1-1, 2-2, 2-2, 0-1) | North Stars du Minnesota | Met Center 15 755 spectateurs |

| Feuille de match | Feuille de match | Feuille de match                            | Feuille de match | Feuille de match |
| ---------------- | --- | ------------------------------------------- | --- | ---------------- |
|                  | St. Marseille (Roberto, Unger) — 12 min 14 s (SN) St. Marseille (Sabourin, Egers) — 22 min St. Marseille (Egers, Sabourin) — 25 min 38 s Unger (Roberto, Murphy) — 48 min 5 s Roberto (Unger) — 50 min 59 s | 0-1 1-1 2-1 2-2 3-2 3-3 3-4 4-4 5-4 5-5 5-6 | Mohns (Drouin, Oliver) — 2 min 51 s (SN) Parisé (Drouin, Oliver) — 24 min 27 s (SN) Grant (Nevin, Hextall) — 27 min 38 s Drouin (Parisé, Mohns) — 41 min 45 s Prentice (Oliver, Reid) — 51 min 32 s Goldsworthy (Drouin, Reid) — 61 min 36 s |                  |
| Wakely           | Gardiens | Maniago                                     | |                  |
|                  | |                                             | |                  |
| 29               | Tirs | 38                                          | |                  |

| 8 avril | North Stars du Minnesota | 1-2 (0-1, 0-1, 1-0) | Blues de Saint-Louis | St. Louis Arena 18 822 spectateurs |

| Feuille de match | Feuille de match                           | Feuille de match | Feuille de match                                                             | Feuille de match |
| ---------------- | ------------------------------------------ | ---------------- | ---------------------------------------------------------------------------- | ---------------- |
|                  | Drouin (Oliver, Parisé) — 40 min 40 s (SN) | 0-1 0-2 1-2      | Roberto (Murphy) — 9 min 28 s Roberto (Ba. Plager, Murphy) — 30 min 7 s (SN) |                  |
| Caron            | Gardiens                                   | Worsley          |                                                                              |                  |
|                  |                                            |                  |                                                                              |                  |
| 35               | Tirs                                       | 30               |                                                                              |                  |

| 9 avril | Blues de Saint-Louis | 3-2 (0-1, 2-1, 1-0) | North Stars du Minnesota | St. Louis Arena 17 576 spectateurs |

| Feuille de match | Feuille de match                                                                                                 | Feuille de match    | Feuille de match                                                                    | Feuille de match |
| ---------------- | --- | ------------------- | ----------------------------------------------------------------------------------- | ---------------- |
|                  | Roberto — 32 min 12 s K. O'Shea (Bo. Plager, Crisp) — 33 min 45 s Ba. Plager (Roberto, Unger) — 51 min 50 s (SN) | 0-1 0-2 1-2 2-2 3-2 | Drouin (Goldsworthy, Reid) — 10 min 56 s Grant (Goldsworthy, O'Brien) — 20 min 31 s |                  |
| Caron            | Gardiens | Maniago             |                                                                                     |                  |
|                  | |                     |                                                                                     |                  |
| 38               | Tirs | 30                  |                                                                                     |                  |

| 11 avril | North Stars du Minnesota | 4-3 (2-2, 0-1, 2-0) | Blues de Saint-Louis | Met Center 15 706 spectateurs |

| Feuille de match | Feuille de match | Feuille de match            | Feuille de match | Feuille de match |
| ---------------- | --- | --------------------------- | --- | ---------------- |
|                  | Gibbs (Hextall, Parisé) — 1 min 42 s Reid (Hampson, Cameron) — 17 min 55 s Parisé — 42 min 55 s (SN) Drouin (Goldsworthy) — 45 min 45 s | 1-0 1-1 2-1 2-2 2-3 3-3 4-3 | Sabourin (St. Marseille) — 16 min 34 s Roberto (Egers, Sabourin) — 19 min 59 s (SN) Unger (Egers, Ba. Plager) — 39 min 34 s (SN) |                  |
| Worsley          | Gardiens | Caron                       | |                  |
|                  | |                             | |                  |
| 27               | Tirs | 33                          | |                  |

| 13 avril | Blues de Saint-Louis | 4-2 (2-1, 1-0, 1-1) | North Stars du Minnesota | St. Louis Arena 19 008 spectateurs |

| Feuille de match | Feuille de match | Feuille de match        | Feuille de match                                                            | Feuille de match |
| ---------------- | --- | ----------------------- | --------------------------------------------------------------------------- | ---------------- |
|                  | Roberto — 3 min 4 s (SN) Bo. Plager (Unger, Roberto) — 6 min 21 s Unger (Bo. Plager, Roberto) — 31 min 7 s Egers (St. Marseille, Bo. Plager) — 56 min 13 s | 1-0 1-1 2-1 3-1 3-2 4-2 | Goldsworthy (Drouin, Grant) — 4 min 3 s Parisé (Gibbs, Oliver) — 55 min 1 s |                  |
| Caron            | Gardiens | Worsley, Maniago        |                                                                             |                  |
|                  | |                         |                                                                             |                  |
| 38               | Tirs | 30                      |                                                                             |                  |

| 16 avril | North Stars du Minnesota | 1-2 (pr) (0-1, 0-0, 1-0, 0-1) | Blues de Saint-Louis | Met Center 15 635 spectateurs |

| Feuille de match | Feuille de match             | Feuille de match | Feuille de match                                                                            | Feuille de match |
| ---------------- | ---------------------------- | ---------------- | ------------------------------------------------------------------------------------------- | ---------------- |
|                  | Burns (Harris) — 40 min 15 s | 0-1 1-1 1-2      | Sabourin (Bo. Plager, St. Marseille) — 12 min 4 s K. O'Shea (D. O'Shea, Crisp) — 70 min 7 s |                  |
| Maniago          | Gardiens                     | Caron            |                                                                                             |                  |
|                  |                              |                  |                                                                                             |                  |
| 29               | Tirs                         | 27               |                                                                                             |                  |

#### Chicago contre Pittsburgh
| 5 avril | Black Hawks de Chicago | 3-1 (1-1, 0-0, 2-0) | Penguins de Pittsburgh | Chicago Stadium 16 666 spectateurs |

| Feuille de match | Feuille de match                                                                                              | Feuille de match | Feuille de match            | Feuille de match |
| ---------------- | --- | ---------------- | --------------------------- | ---------------- |
|                  | Martin (Pappin) — 15 min 9 s Pappin (Martin, White) — 43 min 25 s (IN) Martin (D. Hull, Pappin) — 56 min 37 s | 0-1 1-1 2-1 3-1  | Leiter (Shack) — 1 min 25 s |                  |
| Esposito         | Gardiens | Rutherford       |                             |                  |
|                  | |                  |                             |                  |
| 38               | Tirs | 29               |                             |                  |

| 6 avril | Black Hawks de Chicago | 3-2 (2-0, 0-1, 1-1) | Penguins de Pittsburgh | Chicago Stadium 16 666 spectateurs |

| Feuille de match | Feuille de match                                                                                | Feuille de match    | Feuille de match                                                   | Feuille de match |
| ---------------- | ----------------------------------------------------------------------------------------------- | ------------------- | ------------------------------------------------------------------ | ---------------- |
|                  | Martin (Jarrett, Pappin) — 35 s Bordeleau — 5 min 52 s Maki (Magnuson, Bordeleau) — 51 min 17 s | 1-0 2-0 2-1 3-1 3-2 | Pronovost (Edestrand) — 30 min 51 s (IN) Leiter — 52 min 45 s (SN) |                  |
| Esposito         | Gardiens                                                                                        | Rutherford          |                                                                    |                  |
|                  |                                                                                                 |                     |                                                                    |                  |
| 35               | Tirs                                                                                            | 28                  |                                                                    |                  |

| 8 avril | Penguins de Pittsburgh | 0-2 (0-0, 0-1, 0-1) | Black Hawks de Chicago | Civic Arena 13 100 spectateurs |

| Feuille de match | Feuille de match | Feuille de match | Feuille de match                                                         | Feuille de match |
| ---------------- | ---------------- | ---------------- | ------------------------------------------------------------------------ | ---------------- |
|                  |                  | 0-1 0-2          | Bordeleau (B. Hull, Pappin) — 25 min 33 s Mikita (B. Hull) — 52 min 41 s |                  |
| Rutherford       | Gardiens         | Smith            |                                                                          |                  |
|                  |                  |                  |                                                                          |                  |
| 31               | Tirs             | 40               |                                                                          |                  |

| 9 avril | Penguins de Pittsburgh | 5-6 (pr) (0-1, 4-1, 1-3, 0-1) | Black Hawks de Chicago | Civic Arena 12 415 spectateurs |

| Feuille de match | Feuille de match | Feuille de match                            | Feuille de match | Feuille de match |
| ---------------- | --- | ------------------------------------------- | --- | ---------------- |
|                  | Schinkel (Polis, Hextall) — 29 min 13 s Apps (Pronovost, Edestrand) — 34 min 10 s Schinkel (Hextall, Polis) — 37 min 19 s Schock (Harbaruk) — 39 min 30 s Leiter (McDonough, Horton) — 57 min 52 s | 0-1 1-1 2-1 2-2 3-2 4-2 4-3 4-4 4-5 5-5 5-6 | Pappin (Stapleton, White) — 3 min 8 s B. Hull (Stapleton, Bordeleau) — 36 min 40 s B. Hull (Bordeleau, Maki) — 41 min 22 s B. Hull (White) — 51 min 28 s D. Hull (Bordeleau) — 55 min 38 s Martin (Hull, Pappin) — 60 min 12 s |                  |
| Rutherford       | Gardiens | Desjardins                                  | |                  |
|                  | |                                             | |                  |
| 34               | Tirs | 32                                          | |                  |

#### New York contre Montréal
| 5 avril | Rangers de New York | 3-2 (2-1, 0-0, 1-1) | Canadiens de Montréal | Madison Square Garden 17 250 spectateurs |

| Feuille de match | Feuille de match | Feuille de match    | Feuille de match                                                        | Feuille de match |
| ---------------- | --- | ------------------- | ----------------------------------------------------------------------- | ---------------- |
|                  | Fairbairn (Park, Hadfield) — 11 min 12 s (SN) Hadfield (Rousseau, Gilbert) — 19 min 32 s Hadfield (Rousseau) — 52 min 43 s | 1-0 1-1 2-1 2-2 3-2 | Larose — 18 min 55 s F. Mahovlich (Lafleur, P. Mahovlich) — 47 min 48 s |                  |
| Giacomin         | Gardiens | Dryden              |                                                                         |                  |
|                  | |                     |                                                                         |                  |
| 37               | Tirs | 19                  |                                                                         |                  |

| 6 avril | Rangers de New York | 5-2 (2-1, 0-1, 3-0) | Canadiens de Montréal | Madison Square Garden 17 250 spectateurs |

| Feuille de match | Feuille de match | Feuille de match            | Feuille de match                                                          | Feuille de match |
| ---------------- | --- | --------------------------- | ------------------------------------------------------------------------- | ---------------- |
|                  | Rolfe (MacGregor, Stemkowski) — 7 min 45 s Stewart (Rolfe, Goyette) — 10 min 26 s Fairbairn (Seiling) — 40 min 20 s Tkaczuk (Fairbairn) — 55 min 34 s Irvine (Stemkowski) — 58 min 57 s (CV) | 0-1 1-1 2-1 2-2 3-2 4-2 5-2 | Lafleur (F. Mahovlich) — 6 min 5 s Larose (Richard, Tardif) — 22 min 29 s |                  |
| Giacomin         | Gardiens | Dryden                      |                                                                           |                  |
|                  | |                             |                                                                           |                  |
| 36               | Tirs | 28                          |                                                                           |                  |

| 8 avril | Canadiens de Montréal | 2-1 (0-0, 2-0, 0-1) | Rangers de New York | Forum de Montréal 18 552 spectateurs |

| Feuille de match | Feuille de match                                                                        | Feuille de match | Feuille de match                           | Feuille de match |
| ---------------- | --------------------------------------------------------------------------------------- | ---------------- | ------------------------------------------ | ---------------- |
|                  | F. Mahovlich (P. Mahovlich, Tremblay) — 27 min 18 s (SN) Tardif (Lemaire) — 38 min 13 s | 1-0 2-0 2-1      | Stewart (Sather, Stemkowski) — 47 min 21 s |                  |
| Dryden           | Gardiens                                                                                | Giacomin         |                                            |                  |
|                  |                                                                                         |                  |                                            |                  |
| 26               | Tirs                                                                                    | 23               |                                            |                  |

| 9 avril | Canadiens de Montréal | 4-6 (2-4, 1-0, 1-2) | Rangers de New York | Forum de Montréal 17 661 spectateurs |

| Feuille de match | Feuille de match | Feuille de match                        | Feuille de match | Feuille de match |
| ---------------- | --- | --------------------------------------- | --- | ---------------- |
|                  | Lemaire (Lafleur, Tardif) — 11 min 22 s Tardif (Lafleur) — 18 min 15 s Cournoyer (F. Mahovlich, Tremblay) — 33 min 21 s Harper (Lapointe, Richard) — 45 min 48 s | 0-1 0-2 1-2 1-3 2-3 2-4 3-4 4-4 4-5 4-6 | Fairbairn (Rousseau, Park) — 4 min 47 s (SN) Rousseau (Rolfe) — 7 min 24 s Rousseau (MacGregor, Neilson) — 13 min 48 s Hadfield (Stemkowski, Fairbairn) — 19 min 41 s Stemkowski — 54 min 55 s Irvine (Neilson, MacGregor) — 59 min 26 s (CV) |                  |
| Dryden           | Gardiens | Giacomin                                | |                  |
|                  | |                                         | |                  |
| 33               | Tirs | 29                                      | |                  |

| 11 avril | Rangers de New York | 1-2 (0-0, 1-1, 0-1) | Canadiens de Montréal | Madison Square Garden 17 250 spectateurs |

| Feuille de match | Feuille de match                                | Feuille de match | Feuille de match                                                              | Feuille de match |
| ---------------- | ----------------------------------------------- | ---------------- | ----------------------------------------------------------------------------- | ---------------- |
|                  | Hadfield (Rousseau, Goyette) — 24 min 24 s (SN) | 1-0 1-1 1-2      | F. Mahovlich (Cournoyer) — 26 min 53 s Roberts (Larose, Harper) — 43 min 12 s |                  |
| Giacomin         | Gardiens                                        | Dryden           |                                                                               |                  |
|                  |                                                 |                  |                                                                               |                  |
| 34               | Tirs                                            | 32               |                                                                               |                  |

| 13 avril | Canadiens de Montréal | 2-3 (1-1, 1-1, 0-1) | Rangers de New York | Forum de Montréal 18 196 spectateurs |

| Feuille de match | Feuille de match                                                          | Feuille de match    | Feuille de match                                                                                           | Feuille de match |
| ---------------- | ------------------------------------------------------------------------- | ------------------- | --- | ---------------- |
|                  | Cournoyer (Richard) — 11 min 32 s Lemaire (Lafleur, Tardif) — 34 min 48 s | 0-1 1-1 1-2 2-2 2-3 | Fairbairn (Tkaczuk) — 9 min 31 s Fairbairn (Carr) — 29 min 33 s Tkaczuk (Fairbairn, Seiling) — 40 min 29 s |                  |
| Dryden           | Gardiens                                                                  | Giacomin            | |                  |
|                  |                                                                           |                     | |                  |
| 25               | Tirs                                                                      | 35                  | |                  |

### Demi-finales

#### Boston contre Saint-Louis
| 18 avril | Bruins de Boston | 6-1 (3-1, 2-0, 1-0) | Blues de Saint-Louis | Boston Garden 14 995 spectateurs |

| Feuille de match | Feuille de match | Feuille de match            | Feuille de match                        | Feuille de match |
| ---------------- | --- | --------------------------- | --------------------------------------- | ---------------- |
|                  | Stanfield (Bucyk) — 4 min 22 s Walton (Awrey) — 11 min 3 s Bucyk (McKenzie, Smith) — 17 min 27 s Stanfield (Bucyk, McKenzie) — 30 min 48 s (SN) Stanfield (Bucyk, Orr) — 39 min 32 s Esposito (McKenzie, Stanfield) — 54 min 55 s (SN) | 0-1 1-1 2-1 3-1 4-1 5-1 6-1 | Unger (St. Marseille) — 3 min 18 s (SN) |                  |
| Johnston         | Gardiens | Caron, Wakely               |                                         |                  |
|                  | |                             |                                         |                  |
| 44               | Tirs | 26                          |                                         |                  |

| 20 avril | Bruins de Boston | 10-2 (3-0, 2-0, 5-2) | Blues de Saint-Louis | Boston Garden 14 995 spectateurs |

| Feuille de match | Feuille de match | Feuille de match                                 | Feuille de match                                            | Feuille de match |
| ---------------- | --- | ------------------------------------------------ | ----------------------------------------------------------- | ---------------- |
|                  | Bucyk (Stanfield, McKenzie) — 7 min 17 s (SN) Esposito (Awrey) — 8 min 39 s Westfall (Bailey, Walton) — 9 min 54 s Bailey (Orr, Westfall) — 26 min 33 s McKenzie (Orr, Bucyk) — 29 min 27 s (SN) Bucyk (Esposito, Stanfield) — 43 min 47 s (SN) Walton — 50 min 34 s Marcotte (McKenzie) — 54 min 29 s Bucyk (Awrey, Bailey) — 56 min 7 s Westfall (Bailey, Walton) — 56 min 47 s | 1-0 2-0 3-0 4-0 5-0 6-0 6-1 6-2 7-2 8-2 9-2 10-2 | Murphy (Unger, Hornung) — 44 min 37 s Roberto — 45 min 26 s |                  |
| Cheevers         | Gardiens | Caron, Wakely                                    |                                                             |                  |
|                  | |                                                  |                                                             |                  |
| 31               | Tirs | 33                                               |                                                             |                  |

| 23 avril | Blues de Saint-Louis | 2-7 (1-3, 0-3, 1-1) | Bruins de Boston | St. Louis Arena 17 941 spectateurs |

| Feuille de match | Feuille de match                                                                              | Feuille de match                    | Feuille de match | Feuille de match |
| ---------------- | --------------------------------------------------------------------------------------------- | ----------------------------------- | --- | ---------------- |
|                  | Murphy (Ba. Plager, Roberto) — 2 min 5 s (SN) Sabourin (St. Marseille, Hornung) — 58 min 15 s | 1-0 1-1 1-2 1-3 1-4 1-5 1-6 1-7 2-7 | Westfall — 8 min 40 s (IN) McKenzie (Orr, Bucyk) — 10 min 36 s (SN) Esposito (Hodge) — 19 min 42 s Walton (Smith, Bailey) — 22 min 58 s Hodge (Cashman) — 26 min 28 s McKenzie (Bucyk, Stanfield) — 31 min 12 s (SN) Walton — 51 min 9 s |                  |
| McDuffe          | Gardiens                                                                                      | Johnston                            | |                  |
|                  |                                                                                               |                                     | |                  |
| 29               | Tirs                                                                                          | 38                                  | |                  |

| 25 avril | Blues de Saint-Louis | 3-5 (1-2, 0-2, 2-1) | Bruins de Boston | St. Louis Arena 18 610 spectateurs |

| Feuille de match | Feuille de match                                                                                  | Feuille de match                | Feuille de match | Feuille de match |
| ---------------- | ------------------------------------------------------------------------------------------------- | ------------------------------- | --- | ---------------- |
|                  | Crisp (O’Shea, Bo. Plager) — 18 min 16 s Dupont — 49 min 50 s Evans (O’Shea, Crisp) — 55 min 25 s | 0-1 0-2 1-2 1-3 1-4 2-4 3-4 3-5 | Esposito (Cashman, Hodge) — 1 min 29 s Bucyk (Stanfield, Esposito) — 9 min 27 s (SN) Bucyk (Stanfield, Orr) — 24 min 44 s (SN) Esposito (McKenzie, Orr) — 37 min 53 s (SN) Cashman (Hodge, Orr) — 59 min 22 s (CV) |                  |
| Caron            | Gardiens                                                                                          | Cheevers                        | |                  |
|                  |                                                                                                   |                                 | |                  |
| 36               | Tirs                                                                                              | 27                              | |                  |

#### Chicago contre New York
| 16 avril | Black Hawks de Chicago | 2-3 (0-1, 0-2, 2-0) | Rangers de New York | Chicago Stadium 20 000 spectateurs |

| Feuille de match | Feuille de match                                                     | Feuille de match    | Feuille de match                                                                                                  | Feuille de match |
| ---------------- | -------------------------------------------------------------------- | ------------------- | --- | ---------------- |
|                  | Mikita (Korab) — 52 min 30 s Bordeleau (Jarrett, Maki) — 54 min 40 s | 0-1 0-2 0-3 1-3 2-3 | Irvine (MacGregor, Stemkowski) — 12 min 51 s Park (Rousseau) — 36 min 7 s Tkaczuk (Carr, Fairbairn) — 36 min 42 s |                  |
| Esposito         | Gardiens                                                             | Giacomin            | |                  |
|                  |                                                                      |                     | |                  |
| 27               | Tirs                                                                 | 28                  | |                  |

| 18 avril | Black Hawks de Chicago | 3-5 (1-1, 1-0, 1-4) | Rangers de New York | Chicago Stadium 16 666 spectateurs |

| Feuille de match | Feuille de match | Feuille de match                | Feuille de match | Feuille de match |
| ---------------- | --- | ------------------------------- | --- | ---------------- |
|                  | D. Hull (Martin) — 9 min 46 s Mikita (Maki, B. Hull) — 34 min 15 s Stapleton (Bordeleau, Mikita) — 46 min 17 s (SN) | 1-0 1-1 2-1 2-2 3-2 3-3 3-4 3-5 | Hadfield (Stewart, Seiling) — 14 min 38 s Gilbert (Hadfield, Rousseau) — 40 min 54 s (SN) Park (Rousseau, Carr) — 48 min 15 s Gilbert (Hadfield, Tkaczuk) — 52 min 36 s Stemkowski (Rolfe) — 59 min 51 s (CV) |                  |
| Esposito         | Gardiens | Villemure                       | |                  |
|                  | |                                 | |                  |
| 35               | Tirs | 32                              | |                  |

| 20 avril | Rangers de New York | 3-2 (1-1, 2-1, 0-0) | Black Hawks de Chicago | Madison Square Garden 17 250 spectateurs |

| Feuille de match | Feuille de match | Feuille de match    | Feuille de match                                                         | Feuille de match |
| ---------------- | --- | ------------------- | ------------------------------------------------------------------------ | ---------------- |
|                  | Stemkowski (Irvine, Demarco) — 17 min 31 s MacGregor (Tkaczuk) — 26 min 20 s (IN) Rolfe (Gilbert, Hadfield) — 30 min 56 s | 0-1 1-1 2-1 2-2 3-2 | Hull (Bordeleau, Maki) — 5 min 12 s D. Hull (B. Hull) — 29 min 49 s (SN) |                  |
| Villemure        | Gardiens | Smith               |                                                                          |                  |
|                  | |                     |                                                                          |                  |
| 39               | Tirs | 23                  |                                                                          |                  |

| 23 avril | Rangers de New York | 6-2 (2-1, 3-1, 1-0) | Black Hawks de Chicago | Madison Square Garden 17 250 spectateurs |

| Feuille de match | Feuille de match | Feuille de match                | Feuille de match                                       | Feuille de match |
| ---------------- | --- | ------------------------------- | ------------------------------------------------------ | ---------------- |
|                  | Goyette (Rousseau, Park) — 5 min 49 s (SN) Rousseau (Gilbert, Hadfield) — 15 min 32 s Gilbert (Goyette, Rousseau) — 24 min 37 s (SN) Hadfield (Gilbert) — 36 min 25 s Carr (Fairbairn, Tkaczuk) — 38 min 22 s Rousseau (Hadfield, Gilbert) — 43 min 40 s | 0-1 1-1 2-1 3-1 3-2 4-2 5-2 6-2 | B. Hull — 5 min 37 s (IN) Stapleton — 32 min 10 s (SN) |                  |
| Villemure        | Gardiens | Esposito                        |                                                        |                  |
|                  | |                                 |                                                        |                  |
| 37               | Tirs | 25                              |                                                        |                  |

### Finale
| 30 avril | Bruins de Boston | 6-5 (4-1, 1-1, 1-3) | Rangers de New York | Boston garden 14 995 spectateurs |

| Feuille de match | Feuille de match | Feuille de match                            | Feuille de match | Feuille de match |
| ---------------- | --- | ------------------------------------------- | --- | ---------------- |
|                  | Stanfield (McKenzie) — 5 min 7 s Hodge (Esposito, Walton) — 15 min 48 s Sanderson (Westfall) — 17 min 29 s (IN) Hodge (Esposito) — 18 min 14 s (IN) Hodge (Esposito, Orr) — 30 min 46 s Bailey (Walton, Westfall) — 57 min 44 s | 0-1 1-1 2-1 3-1 4-1 5-1 5-2 5-3 5-4 5-5 6-5 | Rolfe (Gilbert, Park) — 3 min 52 s Gilbert (Hadfield, Ratelle) — 31 min 54 s (SN) Hadfield (Tkaczuk, Gilbert) — 41 min 56 s (SN) Tkaczuk — 47 min 48 s MacGregor (Irvine, Stemkowski) — 49 min 17 s |                  |
| Cheevers         | Gardiens | Giacomin                                    | |                  |
|                  | |                                             | |                  |
| 28               | Tirs | 29                                          | |                  |

| 2 mai | Bruins de Boston | 2-1 (1-0, 0-1, 1-0) | Rangers de New York | Boston garden 14 995 spectateurs |

| Feuille de match | Feuille de match                                                                      | Feuille de match | Feuille de match                          | Feuille de match |
| ---------------- | ------------------------------------------------------------------------------------- | ---------------- | ----------------------------------------- | ---------------- |
|                  | Bucyk (Orr, Stanfield) — 16 min 15 s (SN) Hodge (Walton, Esposito) — 51 min 53 s (SN) | 1-0 1-1 2-1      | Gilbert (Neilson, Hadfield) — 27 min 23 s |                  |
| Johnston         | Gardiens                                                                              | Villemure        |                                           |                  |
|                  |                                                                                       |                  |                                           |                  |
| 25               | Tirs                                                                                  | 28               |                                           |                  |

| 4 mai | Rangers de New York | 5-2 (1-3, 1-2, 0-0) | Bruins de Boston | Madison Square garden 17 250 spectateurs |

| Feuille de match | Feuille de match | Feuille de match            | Feuille de match                                                 | Feuille de match |
| ---------------- | --- | --------------------------- | ---------------------------------------------------------------- | ---------------- |
|                  | Park (Hadfield, Fairbairn) — 1 min 22 s (SN) Gilbert (Park, Rousseau) — 11 min 19 s (SN) Park (Gilbert) — 13 min (SN) Gilbert (Rousseau, Park) — 23 min 46 s Stemkowski (MacGregor, Irvine) — 39 min 23 s | 1-0 2-0 3-0 3-1 3-2 4-2 5-2 | Walton (Vadnais) — 14 min 4 s Orr (Smith, Cashman) — 21 min 10 s |                  |
| Giacomin         | Gardiens | Cheevers                    |                                                                  |                  |
|                  | |                             |                                                                  |                  |
| 39               | Tirs | 34                          |                                                                  |                  |

| 7 mai | Rangers de New York | 2-3 (2-0, 1-1, 0-1) | Bruins de Boston | Madison Square garden 17 250 spectateurs |

| Feuille de match | Feuille de match                                                                           | Feuille de match    | Feuille de match                                                                                    | Feuille de match |
| ---------------- | ------------------------------------------------------------------------------------------ | ------------------- | --------------------------------------------------------------------------------------------------- | ---------------- |
|                  | Irvine (Stemkowski, Seiling) — 38 min 38 s Seiling (Irvine, Stemkowski) — 58 min 35 s (SN) | 0-1 0-2 0-3 1-3 2-3 | Orr (Walton) — 5 min 26 s Orr (McKenzie, Bucyk) — 8 min 17 s (SN) Marcotte (Orr) — 36 min 33 s (IN) |                  |
| Giacomin         | Gardiens                                                                                   | Johnston            | |                  |
|                  |                                                                                            |                     | |                  |
| 23               | Tirs                                                                                       | 24                  | |                  |

| 9 mai | Bruins de Boston | 2-3 (2-1, 0-0, 0-2) | Rangers de New York | Boston Garden 14 995 spectateurs |

| Feuille de match | Feuille de match                                                                     | Feuille de match    | Feuille de match                                                                                                  | Feuille de match |
| ---------------- | ------------------------------------------------------------------------------------ | ------------------- | --- | ---------------- |
|                  | Cashman (Hodge, Esposito) — 3 min 55 s Hodge (Stanfield, Esposito) — 16 min 7 s (SN) | 1-0 1-1 2-1 2-2 2-3 | Rolfe (Tkaczuk, Fairbairn) — 13 min 45 s Rousseau (Park, MacGregor) — 42 min 56 s Rousseau (Irvine) — 52 min 45 s |                  |
| Johnston         | Gardiens                                                                             | Villemure           | |                  |
|                  |                                                                                      |                     | |                  |
| 38               | Tirs                                                                                 | 26                  | |                  |

| 11 mai | Rangers de New York | 0-3 (0-1, 0-0, 0-2) | Bruins de Boston | Madison Square Garden 17 250 spectateurs |

| Feuille de match | Feuille de match | Feuille de match | Feuille de match | Feuille de match |
| ---------------- | ---------------- | ---------------- | --- | ---------------- |
|                  |                  | 0-1 0-2 0-3      | Orr (Hodge, Bucyk) — 11 min 18 s (SN) Cashman (Esposito, Orr) — 45 min 10 s (SN) Cashman (Hodge, Esposito) — 58 min 11 s |                  |
| Villemure        | Gardiens         | Cheevers         | |                  |
|                  |                  |                  | |                  |
| 33               | Tirs             | 27               | |                  |

## Effectif champion
La liste ci-dessous présente l'ensemble des personnalités ayant le droit de faire partie de l'effectif officiel champion de la Coupe Stanley. En plus des joueurs, des membres de la franchise ont également leur nom sur la Coupe. Au total, 27 membres des Bruins ont leur nom gravé sur la Coupe Stanley 1972. 
- Joueurs : Bobby Orr, Gerry Cheevers, Ed Johnston, Dallas Smith, Derek Sanderson, Carol Vadnais, Phil Esposito, Fred Stanfield, Don Awrey, Ted Green, Ken Hodge, John Bucyk, Wayne Cashman, John McKenzie, Ed Westfall, Mike Walton, Garnet Bailey, Don Marcotte.
- Membres de l'organisation : Weston Adams, Weston Adams Jr., Shelby Davis, Charles Mulcahy, Ed Powers, Milt Schmidt, Tom Johnson, Dan Canney, John Forristall.